# Maggia Kraftwerke
Die Maggia Kraftwerke AG, italienisch Officine Idroelettriche della Maggia SA, kurz Ofima, mit Sitz in Locarno nutzt die Wasserkräfte im Einzugsbereich des Flusses Maggia im Kanton Tessin zur Erzeugung elektrischer Energie. Sie ist die leistungsfähigste Kraftwerksgruppe im Tessin.

## Geschichte
Am 10. März 1949 erteilte der Grosse Rat des Kantons Tessin die Konzession für die Nutzung der Maggia und ihrer Zuflüsse bis zum Lago Maggiore, am 10. Dezember des gleichen Jahres wurde die Ofima gegründet. In den Jahren 1950 bis 1955 wurde daraufhin die erste Ausbaustufe mit dem Stausee Lago del Sambuco und den Kraftwerken Peccia, Cavergno und Verbano erstellt. Die Konzession hierfür läuft bis zum Jahr 2035. In den 1960er-Jahren folgten die Speicherbecken Lago dei Cavagnöö, Lago del Narèt, Lago di Robièi, Lago del Zött und das Kraftwerk Bavona, die bis zum Jahr 2048 konzessioniert sind.
Eine ursprünglich vorgesehene dritte Etappe wurde nicht umgesetzt. So wurde zum Beispiel darüber nachgedacht, die Laghi della Crosa zuhinterst im Val Calnègia auf eine Kote von 2116 m ü. M. aufzustauen und deren Wasser mit einem 7,5 km langen Stollen einer Zentrale auf der Alp Zött zuzuführen, die das Wasser in den Lago del Zött abgegeben hätte. Ebenso wurde auf den Aufstau des Lago Bianco und den Bau von Laufkraftwerken bei Cevio oder in den Seitentälern Calnègia und Vergeletto verzichtet. Andere Projekte der dritten Etappe wurden in die zweite Etappe aufgenommen, wie z. B. der Bau des Lago del Zött oder die Nutzung des Lago Sfundau.

### Stollenunglück von Robièi
In der zweiten Ausbauetappe kam es beim Bau des 13 km langen Freispiegelstollens zwischen dem Maschinenhaus Altstafel und dem Lago di Robièi zu einem schweren Arbeitsunfall. Der Stollen war bereits fertig ausgebrochen, der Durchschlag zwischen dem Bedrettotal und Robièi erfolgte Mitte 1965. Um die Fertigstellungsarbeiten am Südende des Stollens nicht zu behindern, wurde etwa 3,2 km von Robièi entfernt eine Schottwand▼ in den Stollen eingebaut, die das Grund- und Sickerwasser aus dem bergwärts liegenden Teil des Stollens aufhielt. Das angesammelte Wasser im oberen Teil des Stollens musste von Zeit zu Zeit durch einen in die Schottwand eingelassenen Schieber von ca. 30 cm Durchmesser in den talwärts liegenden Teil des Stollens abgelassen werden. Diese Arbeit wurde bereits 1965 einmal ausgeführt und wurde am 15. Februar 1966 wiederholt, wobei geschätzte 4000 m³ Wasser abgelassen werden sollten. Wegen der an der Schottwand aufgestauten verbrauchten sauerstoffarmen Luft wurden mit dieser Arbeit zwei Feuerwehrleute aus Locarno beauftragt, die mit Atemschutzgeräten ausgerüstet in Begleitung des Baustellenleiters von Robièi zur Schottwand aufstiegen. Sie konnten den Schieber ordnungsgemäss öffnen, jedoch bemerkte das in sicherer Distanz zurückgebliebene Begleitteam kurze Zeit nach Öffnen des Schiebers, dass das Licht der Lampen der Aufgestiegenen verschwunden war. Sie konnten später nur noch tot geborgen werden. Auf der Nordseite der Schottwand starben zwei Gruppen von italienischen Gastarbeitern. Im Gesamten forderte das Unglück 17 Todesopfer, die durch Ersticken gestorben waren. Es verursachte internationale Spannungen zwischen der Schweiz und Italien, weil Italien die Sicherheit auf den Baustellen in der Schweiz anzweifelte. Der Unfall ereignete sich nur sechs Monate nach dem Unglück auf der Baustelle des Staudamms von Mattmark, wo durch den Abbruch des Allalingletschers die Baracken auf der Baustelle zerstört wurden und 88 Bauarbeiter den Tod fanden – auch mehrheitlich Italiener.

## Beteiligungen
An der Maggia Kraftwerke AG sind folgende Unternehmen beteiligt:
- Axpo Holding (30 %)
- Kanton Tessin (20 %)
- Alpiq Holding (12,5 %)
- IWB (12,5 %)
- Elektrizitätswerk der Stadt Zürich (10 %)
- BKW Energie AG (10 %)
- Energie Wasser Bern (5 %)

## Kraftwerksanlagen
Die Kraftwerke verfügen über eine installierte Gesamtleistung von beinahe 600 MW (Megawatt). Die Speicherseen der Kraftwerksgruppe dienen neben der Deckung des Mehrbedarfs an Energie im Winter auch der Spitzenenergieerzeugung.
Neben den beiden Doppel-Pelton-Turbinen sind in der Zentrale Peccia zwei horizontale zweistufige Radialpumpen aufgestellt, die in Schwachlastzeiten Wasser aus dem Ausgleichsbecken in den Lago del Sambuco zurückpumpen. Seit 1991 nutzt eine kleine vertikale Kaplan-Turbine das Gefälle zwischen der Wasserfassung Corgello, wo Wasser der Maggia abgeleitet wird, und dem Ausgleichsbecken Peccia.
Die Zentrale Robièi Wasser nutzt überschüssige Energie im Netz, um Wasser aus dem Lago di Robièi in den Lago dei Cavagnöö zu pumpen. Sie ist dafür mit vier Pumpturbinen und einer Isogyre-Pumpturbine ausgerüstet. Die Zentrale war bei Inbetriebnahme das erste Maschinenhaus der Schweiz, das mit später üblichen reversierbaren Pumpturbinen ausgerüstet wurde, und gleichzeitig kam erstmals eine Isogyre-Pumpturbine in einem Kraftwerk zum Einsatz. Die von den Ateliers des Charmilles SA in Genf entwickelte Bauart einer Pumpturbine benötigte kein Drehrichtungswechsel zwischen Pump- und Turbinenbetrieb, wodurch zwischen den Betriebsarten sehr schnell gewechselt werden konnte. Zur Erschliessung dieser Zentrale wurde die Luftseilbahn San Carlo–Robièi gebaut.
Als Besonderheit befindet sich die Zentrale Altstafel, die oberste Zentrale der Kraftwerksgruppe, auf Walliser Boden. Sie wird von der Kraftwerk Aegina AG betrieben, an der die Rhonewerke eine 50 %-Beteiligung haben.
Im Oktober 2018 wurde das Kleinwasserkraftwerk Borgnone in Betrieb genommen, das das Wasser aus dem Stollen Cavergno–Palagnedra turbiniert und dabei das Gefälle zwischen der Wasserfassung des Isorno und dem Lago di Palagnedra ausnutzt. Das nutzbare Gefälle beträgt je nach Wasserstand des Sees zwischen 6 und 16 m.
| Zentrale           | Turbine                     | mittlere Nutz- gefälle (m) | Umdrehungen pro Minute      | Funktion    | Inbetrieb- nahme | Energie in GWh (pro Jahr) | Engpassleistung (MW) |
| ------------------ | --------------------------- | -------------------------- | --------------------------- | ----------- | ---------------- | ------------------------- | -------------------- |
| Altstafel ▼        | 1 × Francis                 | 384                        | 1500                        | turbinieren | 1967             | 21,6                      | 9,2                  |
| Robièi ▼           | 4 × Pumpturbine 1 × Isogyre | 338                        | Francis: 1000 Isogyre: 1500 | turbinieren | 1968             | 30,4                      | 165                  |
| Robièi ▼           | 4 × Pumpturbine 1 × Isogyre | 338                        | Francis: 1000 Isogyre: 1500 | pumpen      | 1968             | 24,9                      | 140                  |
| Bavona ▼           | 2 × Pelton                  | 887                        | 428                         | turbinieren | 1966             | 324                       | 124                  |
| Peccia ▼(Sambuco)  | 2 × Doppel-Pelton           | 381                        | 300                         | turbinieren | 1955             | 85,4                      | 44                   |
| Peccia ▼(Sambuco)  | 2 × zweistufige Radialpumpe | 374                        | 1000                        | pumpen      | 1955             | 12                        | 22                   |
| Peccia ▼(Corgello) | 1 × Kaplan                  |                            |                             | turbinieren | 1991             | 2                         | 1                    |
| Cavergno ▼         | 4 × Pelton                  | 489                        | 375                         | turbinieren | 1955             | 398                       | 104                  |
| Borgnone           | 1 × Kaplan                  | 11                         |                             | turbinieren | 2018             | 11                        | 2,8                  |
| Verbano 1 ▼        | 4 × Francis                 | 255                        | 600                         | turbinieren | 1953             | 346                       | 96                   |
| Verbano 2 ▼        | 1 × Francis                 | 255                        | 500                         | turbinieren | 1973             | 160                       | 50                   |
| Total              | Total                       | Total                      | Total                       | Total       | Turbinieren      | 1378                      | 596                  |
| Total              | Total                       | Total                      | Total                       | Total       | Pumpen           | 36,9                      | 162                  |

## Stauseen

Lagekarte der Kraftwerksanlagen

Die Maggia Kraftwerke beziehen das Wasser aus fünf grösseren Stauseen und drei kleineren Staubecken. Der Lago del Narèt ist ein Natursee, dessen unterirdischer Abfluss abgedichtet wurde.
| Seen                 | Staumauer                | Erster Aufstau | Nutzinhalt (Mio. m³) | Energieinhalt (Mio. kWh) | Seehöhe (m ü. NN.) |
| -------------------- | ------------------------ | -------------- | -------------------- | ------------------------ | ------------------ |
| Griessee ▼           | Gewichtsmauer            | 1965           | 18                   | 63                       | 2386               |
| Lago dei Cavagnöö ▼  | Bogenmauer               | 1968           | 28                   | 104                      | 2310               |
| Lago Sfundau ▼       | abgedichteter Natursee   | 1968           | 4,1                  | 15                       | 2351               |
| Lago del Narèt ▼     | Bogenmauer Gewichtsmauer | 1969           | 31,1                 | 115                      | 2310               |
| Lago di Robièi ▼     | Gewichtsmauer            | 1967           | 6,5                  | 157                      | 1940               |
| Lago del Zött ▼      | Bogenmauer               | 1967           | 1,2                  | 2,4                      | 1940               |
| Lago del Sambuco ▼   | Bogenmauer               | 1956           | 63                   | 109                      | 1461               |
| Lago di Palagnedra ▼ | Bogengewichtsmauer       | 1952           | 4,8                  | 3                        | 487                |
| Total                |                          |                | 157                  | 568                      |                    |